# Prodegeeria
Prodegeeria – rodzaj muchówek z rodziny rączycowatych (Tachinidae).

## Wybrane gatunki
- P. albicincta (Reinhard, 1924)[2]
- P. chaetopygialis (Townsend, 1926)[1]
- P. gracilis Shima, 1979[1]
- P. japonica (Mesnil, 1957)[1]
- P. javana Brauer & von Bergenstamm, 1895[1]
- P. pammelas (Reinhard, 1952)[2]
- P. residis (Reinhard, 1952)[2]